# Богданов Федір Федорович
Фе́дір Фе́дорович Богда́нов (9 січня 1904, Харків — 14 червня 1981, Харків) — український композитор і диригент.
Автор романсу «Тече вода в синє море» на слова Тараса Шевченка (1928) та симфонічної поеми «Гомоніла Україна» за однойменним твором Петра Панча, присвяченої пам'яті поета (1959, друга редакція — 1971—1972).